# 京都府立盲学校
京都府立盲学校（きょうとふりつ もうがっこう）は、京都府京都市北区紫野にある府立盲学校。主に京都府在住の視覚障害を抱える児童・生徒が学ぶ。
北部地域には舞鶴市に「舞鶴分校」が設置されている。
舞鶴分校は京都府立聾学校と共に分校を開設しているが、舞鶴分校盲学校は2011年4月より休校中。

## 概要
1878年に「京都盲唖院」として、日本で最初に設立された、障害を持つ児童・生徒のための教育の場である。
幼児期から高等部までの学部や課程を置き、普通教育、自立活動、職業科などを系統的に実施している。
高等部の音楽科、専攻科の普通科・研究部理療科には他府県からの受験も認められる。視覚障害と他の障害を併せ有する生徒の重複教育も行っている。理療科を中心に中途失明者の社会復帰にも役立とうと努めている。
近年は、通常の学校や学級などに在籍する視覚障害児童・生徒のニーズに応える『視援教育相談室』などの取組も展開している。

## 所在地
幼小中学部
- 〒603-8231 京都府京都市北区紫野大徳寺町27
  - 北緯35度02分38秒 東経135度44分20秒 / 北緯35.04389度 東経135.73889度

高等部
- 〒603-8302 京都府京都市北区紫野花ノ坊町1
  - 北緯35度2分24.5秒 東経135度44分14.5秒 / 北緯35.040139度 東経135.737361度

## 設置学部
- 幼稚部
- 小学部
- 中学部
- 高等部本科（普通科、音楽科、保健理療科）
- 高等部専攻科（普通科、音楽科、保健理療科、理療科）
- 研究部理療科

## 歴史
- 1878年（明治11年） - 開校。
- 1879年（明治12年） - 京都府立となり、現在の京都府庁前に移転。
- 1889年（明治22年） - 京都市へ移管。
- 1925年（大正14年）4月1日 - 盲・聾を分離し、京都市立盲学校と改称。
- 1931年（昭和 6年）4月1日 - 京都府に移管し、京都府立盲学校と改称。
- 1937年（昭和12年）12月3日 - 現在地へ移転。
- 1945年（昭和20年）3月14日 - 戦時非常措置令により休校。
- 1945年（昭和20年）11月10日 - 授業再開。
- 1950年（昭和25年）4月1日 - 小学部に重複学級を設置。
- 1952年（昭和27年）4月1日 - 幼稚部を開設。
- 1952年（昭和27年）6月16日 - 舞鶴市に盲・聾分校開設。
- 1978年（昭和53年） - 創立百周年『京都府盲聾教育百年史』を刊行。
- 2003年（平成15年） - 創立125周年式典。

## アクセス
- 京都市営バス「ライトハウス前」（6・46・59・206系統）、「千本北大路」（1・6・12・46・59・急行101・急行102・204・205・206・北8・M1系統）下車

## 著名な卒業生
- 鳥居篤治郎（盲学校教育普及者）旧京都市立盲唖院卒業
- 楠敏雄（教育者、社会運動家）
- 福本淳（盲目のシンガーソングライター）※舞鶴市立城南中学校より転入
- 山村熊次郎（点字出版社創設者、点字雑誌主筆）

## 著名な教職員
- 古河太四郎（教育者、京都盲唖院創設者）
- 福田與（教育者）